# Laccobius sinuatus
Laccobius sinuatus är en skalbaggsart som beskrevs av Victor Ivanovitsch Motschulsky 1849. Laccobius sinuatus ingår i släktet Laccobius, och familjen palpbaggar. Arten är reproducerande i Sverige.